# Esparza
Esparza – miasto w Kostaryce, w prowincji Puntarenas.